# Грунин, Тимофей Иванович
Тимофе́й Ива́нович Грунин (2 февраля 1898, с. Мокшан, Пензенская губерния — 19 августа 1970, Москва) — советский лингвист-тюрколог. Кандидат филологических наук (1944). Доцент (1951).

## Биография
Происходил из семьи крестьян. По окончании начального училища, работал в земской аптеке, являлся заведующим фармацевтическими учреждениями. В июне 1923 в качестве «активного профработника» был командирован Пензенским губпрофсоветом в Московский институт востоковедения, где был зачислен на турецкое отделение Ближневосточного факультета, где учился до 1927 года. С ноября 1927 года до осени 1930 преподавал турецкий язык в Киеве на курсах востоковедения, являлся действительным членом Всеукраинской ассоциации востоковедения (ВУАВ). Ученик известного украинского востоковеда А. Е. Крымского. С марта 1931 являлся научным сотрудником кафедры арабско-иранской и тюркской филологии Украинской академии наук (УАН), после упразднения кафедры с января 1934 года был переведен в Институт языкознания в Киеве; в то же самое время в библиотеке Украинской академии наук заведовал отделом народов СССР и Востока. Приняв приглашение КНА Туркменской ССР с начала 1936 уехал в Ашхабад, где работал старшим научным сотрудником Туркменского НИИ языка и литературы до ликвидации КНА, последовавшей в сентябре 1937 года. После этого устроился в Институт языка и литературы (ИЯЛ). В период не ранее апреля 1938 и не позднее 1941 года был арестован по политическому поводу. В 1938—1941 годах преподавал турецкий язык на Специальном факультете Военной академии РККА имени М. В. Фрунзе.
В 1967 году опубликовал труд «Документы на половецком языке XVI века», в котором приводит ценные научные сведения о разговорной речи половцев.

## Сочинения
- Тюркские языки: элементарная грамматика и новый алфавит. — Киев, 1930 (на украинском языке);
- Половецкоязычные документы Киевского Центрального архива древних актов. — М., 1944;
- Учебное пособие по турецкому языку. — М., 1949 (совместно с Е. Травкиным);
- Учебное пособие по турецкому языку: Для 3-го года обучения. — М., 1952 (совместно с Ф. П. Гайдаровым и В. А. Шаниным);
- Памятники половецкого языка XVI в. // Академику В. А. Гордлевскому к его 75-летию: Сборник статей. — М., 1953. С. 90-97;
- Учебное пособие по турецкому языку: Для 2-го года обучения. — М., 1954;
- Имя прилагательное в тюркских языках: (На материалах турецкого языка) // Вопросы языкознания. 1955. № 4. С. 55-64;
- Сборник тематических текстов на турецком языке для старших курсов. — М., 1958 (совместно с П. С. Аровиной);
- Документы на половецком языке XVI в.: (Судебные акты Каменец-Подольской армянской общины). — М., 1967 (транскрипция, перевод, предисловие, комментарии).